# Autobahn (Lied)
Autobahn ist ein Lied der deutschen Band Kraftwerk, das im November 1974 erschien.

## Entstehung und Veröffentlichung
Das Lied wurde von den beiden Kraftwerk-Mitgliedern Ralf Hütter und Florian Schneider-Esleben getextet, komponiert und produziert. Beim Schreibprozess bekam das Duo Unterstützung durch deutschen audiovisuellen Künstler Emil Schult.
Die Erstveröffentlichung von Autobahn erfolgte im November 1974 bei Philips Records, als Teil des vierten, gleichnamigen Studioalbums von Kraftwerk (Katalognummer: 6305 231). Am 3. Januar 1975 erschien das Lied als erste Singleauskopplung aus dem Album. Diese erschien weltweit in verschiedenen Ausführungen, darunter als 7″-Single mit der B-Seite Morgenspaziergang (Katalognummer: 6003 438), oder auch mit der B-Seite Kometenmelodie 1 (Katalognummer: Vertigo 6147 012). Die ursprüngliche Albumversion des Titels dauert über 22 Minuten, für die Singleversion wurde das Lied auf etwa dreieinhalb Minuten gekürzt.

## Inhalt und Stil
Im Gegensatz zu den späteren Werken von Kraftwerk wurde Autobahn nur mit deutschen Texten veröffentlicht, ohne gleichzeitige englischsprachige Veröffentlichung. Der Hauptrefrain „Fahren Fahren Fahren“ wurde oft mit der englischen Phrase „Fun Fun Fun“ verwechselt und als Anspielung auf den Beach Boys-Titel Fun, Fun, Fun von 1964 verstanden, zu dem sich Bandmitglied Wolfgang Flür später äußerte: Nein! Jemand anderes sagte mir, dass sie [die Fehlinterpreten] dachten, die Art und Weise, wie wir im Deutschen „Fahren“ sprechen, klingt wie das englische Wort „fun“. „Fahren fahren fahren“, ‚fun fun fun‘. Das ist falsch. Aber es funktioniert. Fahren macht Spaß. Wir hatten kein Tempolimit auf der Autobahn, wir konnten durch die Autobahnen rasen, durch die Alpen, also ja, fahren fahren fahren fahren, fun fun fun. Aber das hatte nichts mit den Beach Boys zu tun! Wir sind viel gefahren, wir haben auf die Geräusche des Fahrens gehört, den Wind, vorbeifahrende Autos und Lastwagen, den Regen, jeden Moment verändern sich die Geräusche um dich herum, und die Idee war, diese Geräusche auf dem Synthesizer nachzubilden.
Ralf Hütter sagte, dass die Beach Boys ein Einfluss auf die Band waren, beschrieb das Lied aber als „Klanggemälde“, das die Erfahrungen der Band auf Tournee widerspiegelt. Der Song enthielt auch akustische Elemente wie eine von Florian Schneider gespielte Flöte und stimmungsvolle Gitarren. Für diesen Song wurde ein Minimoog verwendet, um die Basslinie zu spielen, und ein Oktav-Riff mit analogem Echo. Außerdem wurde ein Vocoder verwendet, um einige der Vocals zu bearbeiten, und der motorische Schlagzeugrhythmus wurde im letzten Abschnitt des Songs verwendet.

## Musikvideo
Es erschienen drei Musikvideos zu Autobahn. Das Original wurde im Jahr 1974 veröffentlicht. Das Zweite, ein 12-minütiges Animationsvideo unter der Regie von Roger Mainwood, wurde 1979 veröffentlicht. 1981 erschien das dritte Video, das unter der Regie John Jopsons entstand.

## Rezeption
Im Jahr 2020 setzten Billboard und The Guardian das Lied auf Platz sechs bzw. fünf ihrer Listen der besten „Kraftwerk-Songs“.

## Chartplatzierungen
Autobahn avancierte zum weltweit ersten Charthit für Kraftwerk. Es erreichte unter anderem Top-10-Platzierungen in Neuseeland (Rang 4) und Deutschland (Rang 9). Darüber hinaus erreichte es Chartplatzierungen im Vereinigten Königreich (Rang 11), den Niederlanden (Rang 12), den Vereinigten Staaten (Rang 25) und Belgien-Flandern (Rang 27).
| ChartsChartplatzierungen       | Höchstplatzierung | Wochen |
| ------------------------------ | ----------------- | ------ |
| Deutschland (GfK)              | 9 (18 Wo.)        | 18     |
| Vereinigte Staaten (Billboard) | 25 (10 Wo.)       | 10     |
| Vereinigtes Königreich (OCC)   | 11 (9 Wo.)        | 9      |

| ChartsJahrescharts (1975) | Platzierung |
| ------------------------- | ----------- |
| Deutschland (GfK)         | 41          |